# Championnats d'Europe de biathlon
Organisés par l'Union internationale de biathlon (IBU), les Championnats d'Europe de biathlon se déroulent chaque année depuis 1994. Ces championnats, labellisés « open » depuis 2008, sont ouverts aux athlètes en provenance de tous les continents.
Ils attirent essentiellement les biathlètes habitués du circuit secondaire de l'IBU Cup (les championnats d'Europe comptent et rapportent des points pour l'IBU Cup), ainsi que d'autres en manque de résultats dans la Coupe du monde ou encore de jeunes biathlètes en devenir. Certains pays de l'Est comme la Biélorussie, l'Ukraine ou la Bulgarie, y envoient régulièrement leurs meilleurs éléments.

## Historique
| Année | Lieu                 |
| 1994  | Kontiolahti          |
| 1995  | Le Grand-Bornand     |
| 1996  | Ridnaun-Val Ridanna  |
| 1997  | Windischgarsten      |
| 1998  | Minsk                |
| 1999  | Ijevsk               |
| 2000  | Zakopane             |
| 2001  | Maurienne            |
| 2002  | Kontiolahti          |
| 2003  | Forni Avoltri        |
| 2004  | Minsk                |
| 2005  | Novossibirsk         |
| 2006  | Langdorf             |
| 2007  | Bansko               |
| 2008  | Nové Město na Moravě |
| 2009  | Oufa                 |
| 2010  | Otepää               |

| Année | Lieu                 |
| 2011  | Ridnaun-Val Ridanna  |
| 2012  | Osrblie              |
| 2013  | Bansko               |
| 2014  | Nové Město na Moravě |
| 2015  | Otepää               |
| 2016  | Tioumen              |
| 2017  | Duszniki-Zdrój       |
| 2018  | Ridnaun-Val Ridanna  |
| 2019  | Minsk                |
| 2020  | Otepää >> Minsk      |
| 2021  | Duszniki-Zdrój       |
| 2022  | Arber                |
| 2023  | Lenzerheide          |
| 2024  | Brezno-Osrblie       |
| 2025  | Martell-Val Martello |
| 2026  | Sjusjøen             |